# Marià Llavanera i Miralles

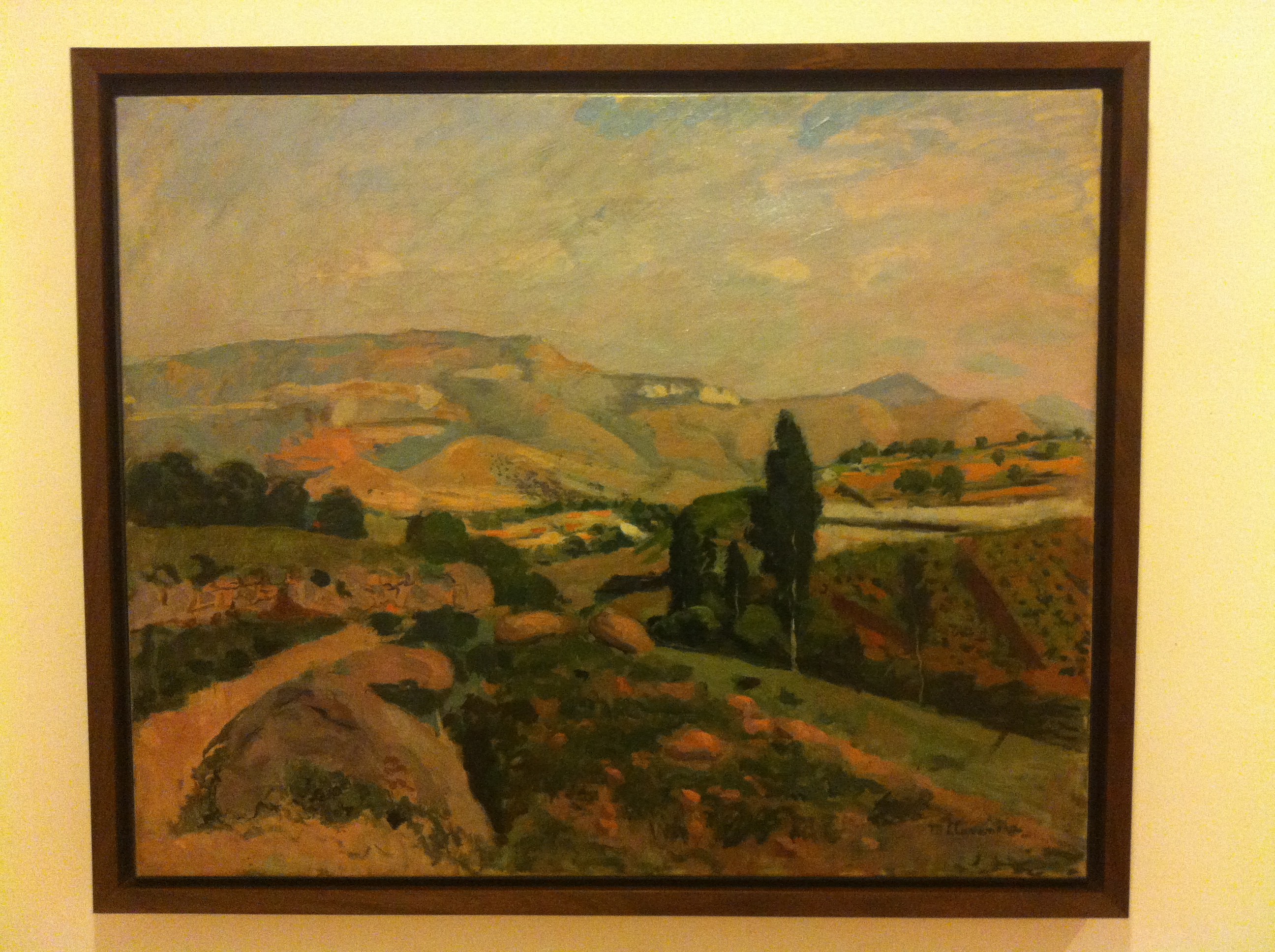
Paisatge, de Marià Llavanera Miralles, conservat a la col·lecció del Banc Sabadell.

Marià Llavanera i Miralles (Lladó, 1890 – 1927) fou un pintor català.

## Biografia
Es formà a Olot a l'Escola de Bells Oficis dirigida per Iu Pascual. Va fer estades a París, Bèlgica i Itàlia, i exposà a Barcelona, Girona i Figueres (Alt Empordà).
Com a pintor, conreà diversos gèneres –marina, figura, composició. Va destacar en el paisatge, especialment els entorns de Lladó a la zona fronterera entre la Garrotxa i l'Empordà. Aquest fet el convertí en pràcticament el primer pintor destacat que tracta les particularitats del paisatge empordanès i en un dels autors clau de l'escola empordanesa –juntament amb Josep Bonaterra i Eusebi de Puig– i també en precursor de generacions posteriors.
Josep Pla va definir Llavanera com una persona plenament identificada amb el seu entorn natural, al qual s'unia a través del ciclisme, la gastronomia, la cacera, i que en pintar-lo es deixa guiar per l'instint i la passió. Pla va dedicar un dels seus Homenots a Llavanera, on assenyalava que Aquest temperament li demanava un paisatge més plàstic, més ferm, més sòlid i construït. Aquesta temàtica, la trobà en el seu rodal mateix, a la falda de la Mare de Déu del Mont, dels voltants de Lledó exactament [...]. La pintura de Llavanera és un efecte directíssim del paisatge que la produí […] Llavanera no hauria pas pintat un qualsevol paisatge
L'any 1927, pocs mesos abans de morir, va exposar a les Galeries Laietanes de Barcelona, on ja ho havia fet en anys anteriors (1921, 1922, 1924). Amb caràcter pòstum se li van organitzar diverses mostres retrospectives a Barcelona i a Figueres.
El 1984 l'Ajuntament de Lladó va fer-ne una exposició d'homenatge a la mateixa població. Actualment, la Biblioteca Museu Víctor Balaguer disposa d'obres de l'artista.